# Shabnam Romani
Mirza Azeem Baig Chughtai  of Shabnam Romani (Shahjahanpur, 30 december 1928 - 17 februari 2009) was een Urdu dichter uit Pakistan. Romani was in India geboren, maar werd later staatsburger van Pakistan en woonde in Karachi. Hij  was de schrijver van talrijke boeken, zoals Jazeera, Doosra Himala en Tohmat. Hij was ook columnist en uitgever van de Quarterly Aqdar Karachi, een literair Urdu magazine. 